# 莫臥兒—薩非戰爭 (1649年—1653年)
蒙兀兒-薩非戰爭 (1649年－1653年)，是印度蒙兀兒帝國與伊朗薩非王朝第二次為爭奪阿富汗坎大哈而發生的戰爭。

## 背景
伊朗薩非王朝宣稱坎大哈主權始自塔赫玛斯普一世，當時莫臥兒皇帝胡馬雍被蘇爾王朝與兄弟卡姆蘭趕走，為復位答應割讓坎大哈給伊朗。隨後衝突出現在莫臥兒皇帝賈漢季在位期間，因為當地大多數民眾反對薩非王朝統治並經常在莫臥兒軍隊服役。
在莫臥兒帝國沙賈漢統治時期，伊朗在阿富汗西北強大起來。在1638年沙賈漢在當地伊朗將領投降下收復坎大哈。

## 戰爭
1648年夏天國王阿拔斯二世和40000名士兵從伊斯法罕出發，攻下拉什卡尔加，在1649年2月22日圍攻坎大哈，很容易攻佔到它。但在1651年莫臥兒軍隊於1651年試圖奪回這座城市，但冬季的到來迫使他們暫停圍攻。
沙賈汗派奧朗則布率50000名士兵以奪回坎大哈，但儘管他擊敗了城外的薩非軍隊但他的炮兵卻無法奪回該城。奧朗則布在1652年試圖再次攻佔要塞，而布哈拉汗國的阿卜杜勒·阿齊茲汗在1652年5月已經與阿拔斯二世結成一個聯盟，他派出10000人到喀布爾騷擾莫臥兒軍隊補給線。戰鬥經過兩個月，因烏茲別克人的侵擾和久攻不下，奧朗則布被迫放棄戰鬥。
在1653年，沙賈汗派他最愛的大王子達拉·希科率一支龐大的軍隊和兩個帝國最重火力的火砲部隊試圖奪回坎大哈，但圍攻的莫臥兒軍隊無法以飢餓逼降，也未能通過炮火攻破他們的城牆，五個月後莫臥兒軍隊終於放棄恢復坎大哈的所有嘗試。